# Francis Orval
Francis Orval, né en 1944 à Liège, est un corniste belgo-américain. 

## Carrière
Francis Orval étudie la musique au Conservatoire de Liège, où il enseigne pendant de nombreuses années. À l'âge de 16 ans, il jouait avec l'Orchestre national de Belgique. Dans les années 1970, il était soliste avec l'Orchestre philharmonique du Luxembourg.
En 1983, il poursuit sa carrière aux États-Unis où il obtient la nationalité américaine. Il enseigne aux États-Unis à l'Université du Delaware  et à l'Université des arts de Philadelphie. Il est également professeur à la Hochschule für Musik de Trossingen, en Allemagne.
Francis Orval enregistre des albums avec des artistes tels qu'Arthur Grumiaux, György Sebök et Jean-Claude Vanden Eynden. Il fait la une du magazine Horn Society.